# Xanthorhoe cymaria
Xanthorhoe cymaria är en fjärilsart som beskrevs av Achille Guenée 1857. Xanthorhoe cymaria ingår i släktet Xanthorhoe och familjen mätare. Inga underarter finns listade i Catalogue of Life.